# Буиз, Жан
Жан Буиз (фр. Jean Bouise; 3 июня 1929, Гавр, Франция — 6 июля 1989, Лион, Франция) — французский актёр. Лауреат премии «Сезар» в 1980 году за лучшую роль второго плана в фильме «Удар головой» (1979).

## Биография
Жан Буиз родился 3 июня 1929 года в Гавре, Франция. Образование получил в Химическом институте в Руане. В 1950-е годы начал посещать театральные курсы. Познакомился с театральным режиссёром Роже Планшоном и участвовал в становлении театра Комедии в Лионе. В 1950-е годы Жан Буиз был одним из основателей театра «Théâtre de la Cité» города Вийёрбан, где служил актёром труппы, играя в спектаклях в постановке Планшона, в том числе в «Тартюфе» и в «Похождениях бравого солдата Швейка».
В кино Жан Буиз начал сниматься в 1960-е годы, играя главным образом второстепенные роли в таких фильмах, как «Недостойная старая дама», «Дзета» и «Признание» Коста-Гавраса, «Не прикасайся ко мне», «Возвращение высокого блондина», «Специальное отделение» и «Месье Кляйн». Со временем Жан Буиз стал одним из самых известных актёров второго плана французского кино.
За роль в фильме «Старое ружьё» Робера Энрико и в фильме Ива Буассе «Следователь Файяр по прозвищу "Шериф"» Буиз был номинирован на «Сезар» как лучший актёр второго плана, и получил эту награду в 1980 году за роль в фильме Жан-Жака Анно «Удар головой».
Под конец жизни сыграл у Люка Бессона в его первых фильмах: дипломата советского посольства во Франции в фильме «Никита», дядю Люиса в фильме «Голубая бездна», начальника станции в фильма «Подземка» и доктора в фильме «Последняя битва».
Умер Буиз 6 июля 1989 во французском Лионе на больничной койке от рака лёгких. Похоронен под почти анонимной могильной плитой на кладбище Сент-Илеер-де-Бренс в Изере. Люк Бессон очень переживал смерть актёра, с которым они были дружны, к тому же ему пришлось монтировать последний фильм с участием Буиза «Никита» уже после смерти актёра.

## Частичная фильмография
- 1964 — Я — Куба / Soy Cuba
- 1966 — Война окончена / La Guerre Est Finie
- 1970 — Мелочи жизни / Les choses de la vie
- 1970 — Признание / L'Aveu
- 1971 — Свидания в Брэ / Rendez-vous à Bray
- 1971 — Out 1 / Out 1 : Noli me tangere
- 1972 — Огни Сретенья / Les feux de la Chandeleur
- 1971 — «Умереть от любви»[фр.] / Mourir d'aimer
- 1972 — Огни Сретенья / Les feux de la Chandeleur
- 1972 — Сожжённые риги / Les Granges brûlées
- 1974 — Возвращение высокого блондина / Le Retour du grand blond
- 1975 — Дюпон Лажуа / Dupont Lajoie
- 1975 — Специальное отделение / Section spéciale
- 1975 — Старое ружьё / Le Vieux Fusil
- 1975 — Убить психопатку / Folle à tuer
- 1976 — Месье Кляйн / Monsieur Klein
- 1976 — Мадо / Mado
- 1977 — Смерть негодяя / Mort d'un pourri
- 1977 — Следователь Файяр по прозвищу "Шериф" / Le Juge Fayard dit Le Shériff
- 1978 — Бабочка на плече / Un papillon sur l'épaule
- 1979 — Удар головой / Coup de tête
- 1982 — Геката / Hécate, maîtresse de la nuit
- 1983 — Эдит и Марсель / Édith et Marcel
- 1983 — Последняя битва / Le Dernier Combat
- 1985 — Уйти, вернуться / Partir, Revenir
- 1985 — Подземка / Subway
- 1986 — Красная зона / Zone rouge
- 1988 — Голубая бездна / Le Grand Bleu
- 1988 — Философский камень / L'Oeuvre au noir